# Правова система Азербайджану
Правова система Азербайджану базується на континентальній правовій традиції. Як країна, що до 1991 року входила до складу Радянського Союзу, її правова система також значною мірою зазнала впливу соціалістичного права.

## Кримінальне право
Кримінальний кодекс Азербайджану набрав чинності у вересні 2000 року, замінивши собою старий Кримінальний кодекс 1960 року, який був заснований на принципах радянського права. Стаття 1 Кримінального кодексу говорить, що «Кримінальне законодавство Азербайджанської Республіки складається з цього Кодексу. Нові закони, що визначають кримінальну відповідальність, підлягають включенню до даного Кодексу.»; це характерно для романо-германська правової сім'ї, як у Франції і Італії.